# Madres. Amor y vida
Madres. Amor y vida es una serie de televisión española producida por Mediaset España y Alea Media. Protagonizada por Belén Rueda, Rosario Pardo, Aida Folch y Carmen Ruíz, Su estreno tuvo lugar el 8 de mayo de 2020 en Amazon Prime Video y se mantuvo en antena durante 4 temporadas, contando siempre con un plantel de mujeres directoras.
La serie fue renovada por una segunda temporada emitida el 13 de noviembre de 2020 con los fichajes de Paco Tous, Jon Plazaola, Elena Irureta, Jesús Castro e Irene Arcos.
El 17 de enero de 2021 la serie renovó por una tercera y cuarta temporadas, con los fichajes de Hiba Abouk, Adrià Collado, Carlos Bardem, Michelle Calvó para la tercera. Se estrenó en Prime Video el 23 de septiembre del mismo año.
El 31 de mayo de 2021 se anunció el reparto de la cuarta temporada de la serie, incorporando a Nuria Roca, Eric Masip, Julia Molins, Álvaro Rico, Jordi Coll, Nuria Herrero y el regreso de Alain Hernández.
En Portugal, la serie se estrenó en el canal RTP2 el 23 de diciembre de 2022.

## Sinopsis
Marián (Belén Rueda), una mujer de carácter amable y conciliador y con una vida aparentemente perfecta, aunque su mundo empezó a resquebrajarse el día en el que diagnosticaron anorexia a su hija joven, Elsa (Carla Díaz). Volcada en el cuidado y las continuas atenciones que reclama su hija, su vida de pareja, Chema (Nacho Fresneda), su trabajo como periodista y sus amistades han pasado a un plano muy secundario y está empezando a sufrir las consecuencias de haber descuidado todas esas facetas.
Junto a ella estará Luisa (Carmen Ruiz) una mujer que hasta el accidente de moto que ha sumido a su hijo Andy (Joel Bosqued) en coma, llevaba una vida predecible y rutinaria en su pueblo natal. Su llegada a Madrid para estar junto a Andy le ha hecho salir de su zona de confort y descubrir un mundo nuevo a nivel personal en el que se siente más independiente y desde el que está empezando a cuestionar sus relaciones, especialmente la que mantiene con su marido, Antonio (Antonio Molero).
Además, Mila (Rosario Pardo), una abuela coraje que cuida de su nieto Sergio, ya que su hijo y padre del niño, Simón (Alain Hernández) se encuentra en prisión. En el pasado ejerció la prostitución e hizo frente a situaciones muy duras. No suele hablar mucho, pero cuando lo hace dice verdades como puños y las madres con las que suele coincidir en el hospital siempre acuden a ella en busca de consejo.
Entre todas ellas estará Olivia (Aída Folch), una doctora muy eficaz que se mueve como pez en el agua en Urgencias, donde ha ejercido durante la mayor parte de su carrera, pero que ahora afronta con dificultad la adaptación a su nuevo destino: el área de Pediatría. Su carácter seco y cortante y su falta de habilidades sociales provoca continuos roces con las madres de sus pacientes. Debajo de su coraza se esconde una relación muy complicada con su madre adoptiva y un miedo latente al rechazo y al abandono.

## Reparto

### Cronología
| Actor             | Personaje          | Temporadas | Temporadas | Temporadas | Temporadas |
| Actor             | Personaje          | 1          | 2          | 3          | 4          |
| ----------------- | ------------------ | ---------- | ---------- | ---------- | ---------- |
| Belén Rueda       | Marián Ballesteros | Principal  | Principal  | Principal  |            |
| Aida Folch        | Olivia Zabala      | Principal  | Principal  | Principal  | Principal  |
| Carmen Ruiz       | Luisa              | Principal  | Principal  | Principal  |            |
| Antonio Molero    | Antonio Jurado     | Principal  | Principal  | Principal  |            |
| Alain Hernández   | Simón Herrera      | Principal  | Principal  | Invitado   | Principal  |
| Rosario Pardo     | Mila Pacheco       | Principal  | Principal  |            |            |
| Eva Ugarte        | Paula Artigas      | Principal  | Principal  |            |            |
| Carla Díaz        | Elsa Tadino        | Principal  | Principal  | Invitada   |            |
| Joel Bosqued      | Andy Jurado        | Principal  | Principal  | Invitado   |            |
| Vicky Luengo      | Natalia Revidiu    | Principal  |            |            |            |
| Nacho Fresneda    | Chema Tadino       | Principal  | Invitado   |            |            |
| Ana Labordeta     | Vicky Ruano        | Principal  | Principal  | Principal  |            |
| Rocío Muñoz-Cobo  | Kira Pastor        | Principal  |            |            |            |
| Elisabet Gelabert | Esmeralda Amuedo   | Recurrente | Principal  |            |            |
| Jon Plazaola      | Eduardo Carrasco   |            | Recurrente | Principal  |            |
| Michelle Calvó    | Camila Román       |            |            | Principal  |            |
| Carlos Bardem     | Héctor Buendía     |            |            | Principal  |            |
| Uri Guitart       | Rubén Cabana       |            |            | Principal  |            |
| María de Nati     | Juani Soler        | Recurrente | Recurrente | Principal  | Invitada   |
| Hiba Abouk        | Raquel Gutiérrez   |            |            | Principal  |            |
| Nuria Roca        | Blanca Robledo     |            |            |            | Principal  |
| Álvaro Rico       | Gabriel Cañizares  |            |            |            | Principal  |
| Nuria Herrero     | Berta Santos       |            |            |            | Principal  |
| Jordi Coll        | Luigi Maqueda      |            |            |            | Principal  |
| Eric Masip        | Mikel Zelaya       |            |            |            | Principal  |
| Julia Molins      | Sandra Alonso      |            |            |            | Principal  |
| Belén Écija       | Almudena Cobo      |            |            | Invitada   | Principal  |

### 1.ª temporada

#### Reparto principal
- Belén Rueda – Marián Ballesteros Díaz
- Aida Folch – Olivia Zabala Recarte
- Carmen Ruiz – Luisa
- Antonio Molero – Antonio Jurado
- Alain Hernández – Simón Herrera Pacheco
- Rosario Pardo – Milagros "Mila" Pacheco
- Eva Ugarte – Paula Artigas Muñoz
- Carla Díaz – Elsa Tadino Ballesteros
- Joel Bosqued – Andrés "Andy" Jurado
- Vicky Luengo – Natalia Revidiu † (Episodio 2 - Episodio 13)

Con la colaboración especial de
- Nacho Fresneda – José María "Chema" Tadino
- Ana Labordeta – Victoria "Vicky" Ruano López (Episodio 1 - Episodio 10; Episodio 12 - Episodio 13)

Con la participación especial de
- Rocío Muñoz-Cobo – Kira Pastor (Episodio 1 - Episodio 2; Episodio 4; Episodio 7 - Episodio 10; Episodio 13)

#### Reparto secundario
- Alberto Velasco – Rafa (Episodio 1; Episodio 4 - Episodio 6; Episodio 8 - Episodio 13)
- Ana Rayo – Asunción "Asun" Lago (Episodio 1 - Episodio 2; Episodio 4 - Episodio 10; Episodio 13)
- Xavi Mira – Julio (Episodio 1 - Episodio 4; Episodio 6 - Episodio 11)
- Julio Bohigas Couto – Sergio Herrera Molina (Episodio 1 - Episodio 11)
- Alfonso Torregrosa – Carlos Tavira (Episodio 1 - Episodio 9; Episodio 11)
- Roger Batalla – David Aguilera (Episodio 1 - Episodio 8; Episodio 10 - Episodio 13)
- Pedro Rudolphi – Marcos (Episodio 1 - Episodio 3; Episodio 6 - Episodio 8; Episodio 10 - Episodio 11)
- Emilio Buale – Víctor (Episodio 2 - Episodio 11)
- Ayoub El Hilali – Nasser Ciani (Episodio 2 - Episodio 8; Episodio 10; Episodio 12 - Episodio 13)
- Marc Clotet – Alberto (Episodio 3 - Episodio 4; Episodio 6; Episodio 9 - Episodio 11)
- Patxi Freytez  – Javier (Episodio 3 - Episodio 6; Episodio 9 - Episodio 11)
- Polina Kiryanova – Anna (Episodio 3 - Episodio 6; Episodio 9 - Episodio 11)
- María de Nati – Juani Soler Lago  (Episodio 4 - Episodio 13)
- Mónica Cruz – Carmen Irujo (Episodio 5 - Episodio 13)
- Claudia Caneda – Duna (Episodio 5 - Episodio 13)
- Guillermo Campra – Eloy Carrión Amuedo † (Episodio 9 - Episodio 13)
- Elisabet Gelabert – Esmeralda Amuedo López (Episodio 9 - Episodio 13)

#### Reparto episódico
- Candela Arroyo – Gladys (Episodio 1 - Episodio 3)
- Álvaro Mel – Guille (Episodio 2)
- Sandra Escacena – Sonia (Episodio 3)
- Alejandro Reina – Johan (Episodio 3; Episodio 8)
- Javier Lago – Manuel Soler (Episodio 4 - Episodio 6; Episodio 8 - Episodio 9; Episodio 13)
- Clara Alvarado – Secretaria de Carmen (Episodio 5 - Episodio 6)
- Farah Hamed – Madre de Nasser (Episodio 5; Episodio 7 - Episodio 8; Episodio 11)
- Leo Rivera – Fran (Episodio 6; Episodio 9)
- Carmen Arévalo – Catalina "Cata" Díaz (Episodio 8)
- Christophe Miraval – Padre de Eloy (Episodio 9)
- Enrique Berrendero – Policía (Episodio 13)
- Paula Morado – Alicia (Episodio 13)

### 2.ª temporada

#### Reparto principal
- Belén Rueda – Marián Ballesteros Díaz
- Aida Folch – Olivia Zabala Recarte
- Carmen Ruiz – Luisa
- Antonio Molero – Antonio Jurado
- Alain Hernández – Simón Herrera Pacheco (Episodio 14 - Episodio 24)
- Rosario Pardo – Milagros "Mila" Pacheco
- Carla Díaz – Elsa Tadino Ballesteros
- Joel Bosqued – Andrés "Andy" Jurado
- Eva Ugarte – Paula Artigas Muñoz (Episodio 14 - Episodio 16; Episodio 23 - Episodio 26)
- Elisabet Gelabert - Esmeralda Amuedo López (Episodio 14 - Episodio 17; Episodio 19 - Episodio 26)

Con la colaboración especial de
- Ana Labordeta – Victoria "Vicky" Ruano López

#### Reparto secundario
- Paula Morado – Alicia (Episodio 14 - Episodio 17; Episodio 21 - Episodio 23; Episodio 25 - Episodio 26)
- Eduardo Santos– Xurxo (Episodio 16; Episodio 17; Episodio 19)
- María de Nati – Juani Soler Lago (Episodio 14 - Episodio 21; Episodio 25)
- Marcos Ruiz – Iván Martínez  (Episodio 14 - Episodio 26)
- Chechu Salgado – Pablo (Episodio 14 - Episodio 15)
- Julio Bohigas Couto – Sergio Herrera Molina (Episodio 14 - Episodio 16; Episodio 23)
- Cayetana Cabezas – Virgi (Episodio 14 - Episodio 15)
- Adrián Viador – Lucas del Águila Ocaña (Episodio 14 - Episodio 16; Episodio 19 - Episodio 21; Episodio 23 - Episodio 26)
- Alejandro Serrano – Salvador "Salva" García Ocaña (Episodio 14 - Episodio 15)
- Nicolás Mota – Daniel (Episodio 14 - Episodio 15)
- Alberto Velasco – Rafa (Episodio 14; Episodio 18 - Episodio 19; Episodio 22 - Episodio 25)
- Alba de la Fuente – Cristina "Cris" Morán (Episodio 15 - Episodio 16; Episodio 19 - Episodio 26)
- Irene Arcos – Claudia (Episodio 15 - Episodio 16; Episodio 19 - Episodio 26)
- Fátima Baeza – Charo (Episodio 16 - Episodio 17; Episodio 20 - Episodio 21; Episodio 24)
- Manu Fullola – Adrián (Episodio 16 - Episodio 17; Episodio 20 - Episodio 21; Episodio 23 - Episodio 24)
- Carmen Arévalo  – Catalina "Cata" Díaz (Episodio 16 - Episodio 17; Episodio 19 - Episodio 24
- Hugo Arbués - Tomás/Violeta (Episodio 16 - Episodio 17; Episodio 20 - Episodio 21; Episodio 24; Episodio 26)
- Alberto Berzal – Óscar Martínez Álvarez-Abarca (Episodio 17 - Episodio 22)
- Ana Rayo – Asunción "Asun" Lago (Episodio 17; Episodio 20; Episodio 24 - Episodio 26)

Con la colaboración especial de
- Andrés Gertrúdix – Padre Román (Episodio 16 - Episodio 17; Episodio 20 - Episodio 21; Episodio 23 - Episodio 24)
- Paco Tous – Gonzalo Carrasco (Episodio 17 - Episodio 25)
- Jon Plazaola – Eduardo Carrasco López (Episodio 17 - Episodio 26)
- Elena Irureta – Eva López Barbero † (Episodio 17 - Episodio 19; Episodio 21 - Episodio 24)
- Jesús Castro – Charlie (Episodio 19; Episodio 21 - Episodio 22)
- Alicia Sánchez - Julia Herrera López (Episodio 24 - Episodio 26)
- Nacho Fresneda – José María "Chema" Tadino Herrera (Episodio 25 - Episodio 26)

#### Reparto episódico
- Eduard Buch – Jonás (Episodio 15)
- Pepa Gracia – Elisa (Episodio 15)
- Abel Rodríguez – Hugo (Episodio 16 - Episodio 17)
- Pilar Pintre – Carmen Velázquez (Episodio 16; Episodio 20)
- Lola Casamayor – Madre de Lucas (Episodio 19)
- Manuel Bravo (Episodio 20 - Episodio 21)
- Yäel Belicha (Episodio 21)
- Julia Reina (Episodio 20 - Episodio 21)
- Silvio Defant – Sven (Episodio 23 - Episodio 24)

### 3.ª temporada

#### Reparto principal
- Belén Rueda – Marián Ballesteros Díaz
- Aida Folch – Olivia Zabala Recarte
- Carmen Ruiz – Luisa
- Antonio Molero – Antonio Jurado
- Jon Plazaola – Eduardo Carrasco López
- Michelle Calvó – Camila Román Castillo (Episodio 28 - Episodio 30; Episodio 32 - Episodio 34)
- Carlos Bardem – Héctor Buendía
- Uri Guitart – Rubén Cabana Alfaro
- Ana Labordeta – Victoria "Vicky" Ruano López
- María de Nati – Juani Soler Lago

con la colaboración especial de
- Hiba Abouk – Raquel Gutiérrez (Episodio 27 - Episodio 29; Episodio 32 - Episodio 34)

#### Reparto secundario
- Esther Ortega - Ángela Alfaro
- Lucía Jiménez - Sara Álvarez
- Carmen Arévalo - Catalina "Cata" Díaz † (Episodio 27)
- Ben Temple - Lorenzo (Episodio 27 - Episodio 29)
- Unai Mayo - Marcos Jurado Álvarez
- Daniela García (Episodio 27; Episodio 29 - Episodio 31; Episodio 34)
- Ana Rayo - Asunción "Asun" Lago (Episodio 28; Episodio 31)
- Tomás del Estal - Manuel (Episodio 28 - Episodio 34)
- Arlette Torres - Ana María (Episodio 28 - Episodio 30; Episodio 32 - Episodio 34)
- Eva Llorach - Andrea (Episodio 28 - Episodio 30; Episodio 33 - Episodio 34)
- María Mercado - Laura (Episodio 28 - Episodio 34)
- Álvaro Larrán - Dani (Episodio 28 - Episodio 34)
- Jesús González - Ernesto Pérez Moreno (Episodio 28 - Episodio 29)
- Gonzalo Kindelán - Álvaro (Episodio 29)
- Violeta Rodríguez - Ainhoa (Episodio 28; Episodio 31; Episodio 34)
- Luca Batuecas (Episodio 28 - Episodio 30)
- Carlos Serrano - Kike (Episodio 30 - Episodio 34)
- Ismael Martínez - Salvador "Salva" Jurado (Episodio 31)
- Antonio Lence (Episodio 30; Episodio 34)
- Alberto Berzal - Óscar Martínez Álvarez-Abarca (Episodio 31; Episodio 33 - Episodio 34)
- Daniel Ortiz - Alberto Jarque Cobos (Episodio 31 - Episodio 34)
- Rafa Puerto (Episodio 31; Episodio 33 - Episodio 34)
- Belén Écija - Almudena "Almu" (Episodio 33)
- Pilar Pintre - Doctora Velázquez (Episodio 33 - Episodio 34)

con la colaboración especial de
- Melani Olivares - Rosa (Episodio 27; Episodio 32)
- Adrià Collado – Carlos Matute Morán (Episodio 27 - Episodio 29; Episodio 32 - Episodio 34)
- Joel Bosqued – Andrés "Andy" Jurado (Episodio 31; Episodio 34)
- Carla Díaz – Elsa Tadino Ballesteros (Episodio 33 - Episodio 34)
- Alain Hernández – Simón Herrera Pacheco (Episodio 34)

### 4.ª temporada

#### Reparto principal
- Aida Folch – Olivia Zabala Recarte
- Nuria Roca – Blanca Robledo Márquez
- Álvaro Rico – Gabriel Cañizares Laguna / Gabriel Constantinescu
- Nuria Herrero – Berta Santos
- Jordi Coll – José Luis Maqueda Rivas "Luigi"
- Alain Hernández – Simón Herrera Pacheco
- Julia Molins – Sandra Alonso Moya
- Eric Masip – Mikel Zelaya Robles
- Belén Écija – Almudena "Almu" Cobo Contreras
- María de Nati – Juani Soler Lago (Episodio 37)

#### Reparto recurrente
- José Milán – Petru Cañizares Laguna / Petru Constantinescu (Episodio 35 - Episodio 37; Episodio 39 - Episodio 40; Episodio 42)
- Peter Vives – Nico Ituarte
- Antonio Velázquez –  Andrés Cabrera Rodríguez
- Carol Rovira – Noemí Corbalán (Episodio 35 - Episodio 39; Episodio 41 - Episodio 42)
- Charo Zapardiel – Silvia (Episodio 35)
- Mari Paz Sayago – Vera (Episodio 35)
- Gael Koffi Alvárez – Amadou (Episodio 35 - Episodio 37)
- Juan Miguel Bataller – ? (Episodio 35)
- Luis Alonso Rodríguez – ? (Episodio 35)
- Raúl Muñoz-Reja – ? (Episodio 35)
- Rosana Vieira – ? (Episodio 35; Episodio 41 - Episodio 42)
- Mario Esparza Casanova – ? (Episodio 35)
- Félix Martin Pérez – ? (Episodio 35)
- Valentín Gómez Molina – ? (Episodio 35)
- José Manuel Palacios – ? (Episodio 35)
- Nuria Alloza – ? (Episodio 35)
- Pep Ambrós – Darío Calderón (Episodio 36 - Episodio 42)
- Pedro Freijeiro – ? (Episodio 36)
- Chema Ruiz – ? (Episodio 36)
- José Ramón Iglesias – ? (Episodio 36)
- Palmira Ferrer – ? (Episodio 36)
- Patricia Roldán – ? (Episodio 36)
- Alba Cisneros – ? (Episodio 36; Episodio 38)
- Lucía Cisneros – ? (Episodio 36; Episodio 38)
- Alfonso Ayora Laguna – ? (Episodio 36)
- Eduardo Núñez de Tena – ? (Episodio 36)
- Carlos Alberto Morales – ? (Episodio 36)
- Antonio Coca Sandina – ? (Episodio 36)
- Belén Orcajo – Belén (Episodio 36)
- Amparo Fernández – ? (Episodio 37 - Episodio 42)
- Alba Gutiérrez – Eugenia Jiménez (Episodio 37 - Episodio 42)
- Estíbaliz Gabilondo – ? (Episodio 37 - Episodio 38)
- Candela Arroyo – Gladys (Episodio 37; Episodio 40)
- Marcos González – ? (Episodio 37)
- Luis G. Gámez – ? (Episodio 37)
- Vicenç Miralles – ? (Episodio 37 - Episodio 38)
- Javier Mogán – ? (Episodio 37 - Episodio 38)
- Emilio Linder – ? (Episodio 37)
- Yoima Valdés – ? (Episodio 37)
- Pilar Pintre – Doctora Velázquez (Episodio 37 - Episodio 42)
- Begoña Caparros – ? (Episodio 37)
- Álvaro Roig – ? (Episodio 37)
- Silvia Caballero – ? (Episodio 37; Episodio 40)
- María Díaz Hermosilla – ? (Episodio 37)
- José Manuel Seda – Tobías Benassat (Episodio 38 - Episodio 41)
- Nicky Negrete – ? (Episodio 38)
- Jordi Ballester – ? (Episodio 38)
- Manuel Regueiro – Francisco Javier Jiménez del Corral (Episodio 38 - Episodio 42)
- Emmanuel Medina – ? (Episodio 38)
- Nansi Nsue – Selina (Episodio 38)
- Salam Ortega – ? (Episodio 38)
- Cristina Arranz – ? (Episodio 38)
- Cristina Juan – ? (Episodio 38)
- Rosalía Castro – ? (Episodio 38)
- Néstor Rubio – ? (Episodio 38)
- Adrián García Parejo – ? (Episodio 38)
- Marina Lorenzo – ? (Episodio 38)
- Mauricio Morales – ? (Episodio 39 - Episodio 40)
- Helena Lanza – ? (Episodio 39)
- Bachir Samb – ? (Episodio 39)
- Nía Castro – ? (Episodio 39 - Episodio 40)
- Zaira Romero – ? (Episodio 39 - Episodio 40)
- Gabriel Dan – ? (Episodio 39 - Episodio 40)
- Eduardo Gallego – ? (Episodio 39)
- Cristian Pasieznick – ? (Episodio 39 - Episodio 40)
- Raquel Ferrer – ? (Episodio 39)
- Gema Baos – ? (Episodio 39)
- Luis de Sannta – ? (Episodio 40)
- César Oliver – ? (Episodio 40)
- Laura Blázquez – ? (Episodio 40)
- Natalia Calderón – ? (Episodio 40)
- Monica Vedia – ? (Episodio 40)
- Falco Cabo – ? (Episodio 40 - Episodio 42)
- Anis Doroftei – Madre de Gabriel (Episodio 40; Episodio 42)
- Peter Nikolas – ? (Episodio 40; Episodio 42)
- Pau Requesens – ? (Episodio 40)
- Omar Tubau – ? (Episodio 40)
- Puri Arrieta – ? (Episodio 40)
- Alex Ricart – ? (Episodio 40)
- Asunción Molina – ? (Episodio 40)
- Cristina Guijarro – ? (Episodio 40)
- Alfredo Calvo García – ? (Episodio 40)
- Andrea Dueso – ? (Episodio 41 - Episodio 42)
- Ana Peregrina – ? (Episodio 41)
- Mireia Rey – ? (Episodio 41 - Episodio 42)
- Carmen Albizu – ? (Episodio 41)
- Mariano Valdés – ? (Episodio 41)
- Santiago Redondo – ? (Episodio 41)
- Fran Bleau – ? (Episodio 41)
- Charly Montero – ? (Episodio 41 - Episodio 42)

## Temporadas y episodios
| Temporada | Temporada | Episodios | Emisión en Telecinco y Cuatro | Emisión en Telecinco y Cuatro | Emisión en Amazon Prime Video | Audiencia media | Audiencia media |
| Temporada | Temporada | Episodios | Estreno                       | Final                         | Lanzamiento                   | Espectadores    | Cuota           |
| --------- | --------- | --------- | ----------------------------- | ----------------------------- | ----------------------------- | --------------- | --------------- |
|           | 1         | 13        | 9 de septiembre de 2020       | 30 de noviembre de 2021       | 8 de mayo de 2020             | 814 000         | 8,9%            |
|           | 2         | 13        | 7 de diciembre de 2021        | 2 de marzo de 2022            | 13 de noviembre de 2020       | 235 000         | 5,4%            |
|           | 3         | 8         | 9 de marzo de 2022            | 3 de mayo de 2022             | 23 de septiembre de 2021      | 341 000         | 8,7%            |
|           | 4         | 8         | otoño - invierno 2023         |                               | 8 de abril de 2022            |                 |                 |
| Total     | Total     |           | 2020                          | 2023                          | -                             |                 |                 |

### Primera temporada (2020)
| N.º (serie) | N.º (temp.) | Título                 | Director(es)    | Escritor(es)                                    | Fecha de emisión en Telecinco | Fecha de estreno en Amazon Prime Video | Audiencia en Telecinco |
| ----------- | ----------- | ---------------------- | --------------- | ----------------------------------------------- | ----------------------------- | -------------------------------------- | ---------------------- |
| 1           | 1           | «La chica del puente»  | Juana Macías    | Aitor Gabilondo y Joan Barbero                  | 9 de septiembre de 2020       | 8 de mayo de 2020                      | 1 429 000 (11,3%)      |
| 2           | 2           | «Renacer»              | Juana Macías    | Aitor Gabilondo, Joan Barbero y Dani del Águila | 17 de septiembre de 2020      | 8 de mayo de 2020                      | 1 329 000 (12,7%)      |
| 3           | 3           | «Las malas madres»     | Juana Macías    | Laia Aguilar                                    | 24 de septiembre de 2020      | 8 de mayo de 2020                      | 1 293 000 (12,2%)      |
| 4           | 4           | «Nido vacío»           | Roser Aguilar   | Joan Barbero y Dani del Águila                  | 1 de octubre de 2020          | 8 de mayo de 2020                      | 1 305 000 (13,9%)      |
| 5           | 5           | «Bajar las defensas»   | Abigail Schaaff | Olatz Arroyo                                    | 8 de octubre de 2020          | 8 de mayo de 2020                      | 1 094 000 (12,7%)      |
| 6           | 6           | «Algo que celebrar»    | Abigail Schaaff | Marta Sánchez                                   | 15 de octubre de 2020         | 8 de mayo de 2020                      | 959 000 (11,3%)        |
| 7           | 7           | «Nadie es perfecto»    | Mar Olid        | Verónica Viñé                                   | 22 de octubre de 2020         | 8 de mayo de 2020                      | 1 020 000 (11,7%)      |
| 8           | 8           | «La madre de mi madre» | Mar Olid        | Laia Aguilar                                    | 29 de octubre de 2020         | 8 de mayo de 2020                      | 1 028 000 (11,7%)      |
| 9           | 9           | «El perdón»            | Roser Aguilar   | Verónica Viñé                                   | 14 de septiembre de 2021      | 8 de mayo de 2020                      | 495 000 (5,1%)         |

| N.º (serie) | N.º (temp.) | Título                | Director(es)    | Escritor(es)                | Fecha de emisión en Cuatro | Fecha de estreno en Amazon Prime Video | Audiencia en Cuatro |
| ----------- | ----------- | --------------------- | --------------- | --------------------------- | -------------------------- | -------------------------------------- | ------------------- |
| 10          | 10          | «Tomar las riendas»   | Abigail Schaaff | Marta Sánchez               | 9 de noviembre de 2021     | 8 de mayo de 2020                      | 237 000 (3,4%)      |
| 11          | 11          | «Comerse la vida»     | Juana Macías    | Joan Barbero y Laia Aguilar | 16 de noviembre de 2021    | 8 de mayo de 2020                      | 106 000 (2,6%)      |
| 12          | 12          | «Habitaciones vacías» | Roser Aguilar   | Dani del Águila             | 23 de noviembre de 2021    | 8 de mayo de 2020                      | 159 000 (3,8%)      |
| 13          | 13          | «La resaca»           | Juana Macías    | Joan Barbero y Laia Aguilar | 30 de noviembre de 2021    | 8 de mayo de 2020                      | 131 000 (3,1%)      |

### Segunda temporada (2020)
| N.º (serie) | N.º (temp.) | Título                 | Director(es)     | Escritor(es)                    | Fecha de emisión en Cuatro | Fecha de estreno en Amazon Prime Video | Audiencia en Cuatro |
| ----------- | ----------- | ---------------------- | ---------------- | ------------------------------- | -------------------------- | -------------------------------------- | ------------------- |
| 14          | 1           | «Un peso insoportable» | Abigail Schaaff  | Mauricio Romero y Olga Salvador | 7 de diciembre de 2021     | 13 de noviembre de 2020                | 143 000 (2,8%)      |
| 15          | 2           | «Culpables»            | Mar Olid         | Carmen Abarca                   | 14 de diciembre de 2021    | 13 de noviembre de 2020                | 125 000 (3,4%)      |
| 16          | 3           | «Jugar con fuego»      | Mar Olid         | Dani del Águila                 | 21 de diciembre de 2021    | 13 de noviembre de 2020                | 126 000 (2,9%)      |
| 17          | 4           | «Soltar el timón»      | Gracia Querejeta | Marta Sánchez                   | 28 de diciembre de 2021    | 13 de noviembre de 2020                | 147 000 (3,2%)      |
| 18          | 5           | «Semana veinte»        | Gracia Querejeta | Mauricio Romero y Olga Salvador | 4 de enero de 2022         | 13 de noviembre de 2020                | 182 000 (3,8%)      |
| 19          | 6           | «Vampiros»             | Ana Vázquez      | Carmen Abarca                   | 11 de enero de 2022        | 13 de noviembre de 2020                | 190 000 (4,0%)      |
| 20          | 7           | «No enfades a Dios»    | Ana Vázquez      | Marta Sánchez                   | 18 de enero de 2022        | 13 de noviembre de 2020                | 177 000 (4,1%)      |
| 21          | 8           | «Paso atrás»           | Mar Olid         | Dani del Águila                 | 25 de enero de 2022        | 13 de noviembre de 2020                | 204 000 (4,3%)      |
| 22          | 9           | «Abusos»               | Mar Olid         | Carmen Abarca                   | 1 de febrero de 2022       | 13 de noviembre de 2020                | 174 000 (4,5%)      |
| 23          | 10          | «No»                   | Juana Macías     | Marta Sánchez                   | 8 de febrero de 2022       | 13 de noviembre de 2020                | 163 000 (4,4%)      |

| N.º (serie) | N.º (temp.) | Título               | Director(es) | Escritor(es)                    | Fecha de emisión en Telecinco | Fecha de estreno en Amazon Prime Video | Audiencia en Telecinco |
| ----------- | ----------- | -------------------- | ------------ | ------------------------------- | ----------------------------- | -------------------------------------- | ---------------------- |
| 24          | 11          | «Últimas voluntades» | Juana Macías | Mauricio Romero y Olga Salvador | 16 de febrero de 2022         | 13 de noviembre de 2020                | 681 000 (14,7%)        |
| 25          | 12          | «Once horas»         | Ana Vázquez  | Mauricio Romero y Olga Salvador | 23 de febrero de 2022         | 13 de noviembre de 2020                | 362 000 (10,6%)        |
| 26          | 13          | «Luz»                | Ana Vázquez  | Marta Sánchez                   | 2 de marzo de 2022            | 13 de noviembre de 2020                | 378 000 (7,0%)         |

### Tercera temporada (2021)
| N.º (serie) | N.º (temp.) | Título           | Director(es)     | Escritor(es)                | Fecha de emisión en Telecinco | Fecha de estreno en Amazon Prime Video | Audiencia en Telecinco |
| ----------- | ----------- | ---------------- | ---------------- | --------------------------- | ----------------------------- | -------------------------------------- | ---------------------- |
| 27          | 1           | «Brotes»         | Gracia Querejeta | Joan Barbero                | 9 de marzo de 2022            | 23 de septiembre de 2021               | 287 000 (7,9%)         |
| 28          | 2           | «Fe»             | Gracia Querejeta | Marta Sánchez               | 16 de marzo de 2022           | 23 de septiembre de 2021               | 271 000 (8,7%)         |
| 29          | 3           | «Miedo»          | Ana Vázquez      | María Jaén                  | 23 de marzo de 2022           | 23 de septiembre de 2021               | 242 000 (8,3%)         |
| 30          | 4           | «Kintsugi»       | Ana Vázquez      | Marta Sánchez e Irene Niubó | 5 de abril de 2022            | 23 de septiembre de 2021               | 388 000 (9,4%)         |
| 31          | 5           | «Santidad»       | Abigail Schaaff  | Mauricio Romero             | 12 de abril de 2022           | 23 de septiembre de 2021               | 371 000 (7,4%)         |
| 32          | 6           | «Nacer otra vez» | Abigail Schaaff  | María Jaén                  | 19 de abril de 2022           | 23 de septiembre de 2021               | 380 000 (9,4%)         |
| 33          | 7           | «Dieciocho»      | Belén Macías     | Marta Sánchez e Irene Niubó | 26 de abril de 2022           | 23 de septiembre de 2021               | 388 000 (8,7%)         |
| 34          | 8           | «Volar»          | Belén Macías     | Mauricio Romero             | 3 de mayo de 2022             | 23 de septiembre de 2021               | 401 000 (9,4%)         |

### Cuarta temporada (2022)
| N.º (serie) | N.º (temp.) | Título                         | Director(es) | Escritor(es)                     | Fecha de emisión en Telecinco | Fecha de estreno en Amazon Prime Video | Audiencia en Telecinco |
| ----------- | ----------- | ------------------------------ | ------------ | -------------------------------- | ----------------------------- | -------------------------------------- | ---------------------- |
| 35          | 1           | «El mundo es de los valientes» | Ana Vázquez  | Dani del Águila                  | —                             | 8 de abril de 2022                     | —                      |
| 36          | 2           | «Ser diferente»                | Ana Vázquez  | Mónica Ovejero                   | —                             | 8 de abril de 2022                     | —                      |
| 37          | 3           | «París»                        | María Pulido | Mauricio Romero                  | —                             | 8 de abril de 2022                     | —                      |
| 38          | 4           | «Je ne comprends pas»          | María Pulido | Marta Sánchez                    | —                             | 8 de abril de 2022                     | —                      |
| 39          | 5           | «Sincericidio»                 | Belén Macías | Mónica Ovejero                   | —                             | 8 de abril de 2022                     | —                      |
| 40          | 6           | «La princesa de hielo»         | Belén Macías | Mauricio Romero                  | —                             | 8 de abril de 2022                     | —                      |
| 41          | 7           | «Pólvora»                      | Ana Vázquez  | Anna Casado                      | —                             | 8 de abril de 2022                     | —                      |
| 42          | 8           | «Código rojo»                  | Ana Vázquez  | Mónica Ovejero y Dani del Águila | —                             | 8 de abril de 2022                     | —                      |

## Evolución de audiencias
| Temporada | Temporada | Episodio número | Episodio número | Episodio número | Episodio número | Episodio número | Episodio número | Episodio número | Episodio número | Episodio número | Episodio número | Episodio número | Episodio número | Episodio número |
| Temporada | Temporada | 1               | 2               | 3               | 4               | 5               | 6               | 7               | 8               | 9               | 10              | 11              | 12              | 13              |
| --------- | --------- | --------------- | --------------- | --------------- | --------------- | --------------- | --------------- | --------------- | --------------- | --------------- | --------------- | --------------- | --------------- | --------------- |
|           | 1         | 1429            | 1329            | 1293            | 1305            | 1094            | 959             | 1020            | 1028            | 495             | 237             | 106             | 159             | 131             |
|           | 2         | 143             | 125             | 126             | 147             | 182             | 190             | 177             | 204             | 174             | 163             | 681             | 362             | 378             |
|           | 3         | 287             | 271             | 242             | 388             | 371             | 380             | 388             | 401             | —               | —               | —               | —               | —               |
|           | 4         | —               | —               | —               | —               | —               | —               | —               | —               | —               | —               | —               | —               | —               |